# Ernst von Beauvais
Ernst von Beauvais (* 27. November 1923 in Bonn; † 18. September 2001 in Keitum auf Sylt) war ein deutscher Ministerialbeamter.

## Leben
Ernst von Beauvais studierte an der Rheinischen Friedrich-Wilhelms-Universität Bonn und der Eberhard Karls Universität Tübingen Rechtswissenschaften und Volkswirtschaftslehre. Er war evangelisch und wurde 1950 Mitglied des Corps Borussia Bonn. 1952 schloss er sich dem Corps Franconia Tübingen an. 1951 legte er das erste juristische Staatsexamen ab. 1952 bestand er das volkswirtschaftliche Examen zum Dipl. rer. pol. 1955 wurde er zum Dr. jur. promoviert. 1956 legte er das zweite juristische Staatsexamen ab und wurde an der rechts- und staatswissenschaftlichen Fakultät der Universität Bonn zum Dr. rer. pol. promoviert.
Ernst Beauvais trat 1957 in den Dienst des Bundeswirtschaftsministeriums ein. Als Unterabteilungsleiter, zuständig für Handwerk und Absatzwirtschaft, und Ministerialdirigent wurde er 1973 Leiter der Abteilung Mittelstandspolitik und Ministerialdirektor. 1988 trat er in den Ruhestand ein. Beauvais war von 1973 bis 1988 Vorsitzender des Kuratoriums der Physikalisch-Technischen Bundesanstalt und der Bundesanstalt für Materialprüfung. Zudem wirkte er als Vorstandsmitglied des Rationalisierungs-Kuratorium der Deutschen Wirtschaft sowie als Verwaltungsrat-Mitglied der Filmförderungsanstalt und der der Deutschen Zentrale für Tourismus. Er prägte die deutsche Mittelstandspolitik unter den liberalen Wirtschaftsministern Hans Friderichs, Otto Graf Lambsdorff und Martin Bangemann. Er gehörte der FDP an und wohnte in Bonn-Röttgen. Im Jahr 1959 hatte er Ehrengard von Maltzan Freiin zu Wartenberg und Penzlin geheiratet. Aus der Ehe gingen vier Kinder hervor.

## Auszeichnungen
- Ehrenmitglied des Internationalen Clubs La Redoute Bonn[8]
- 1978: Verdienstkreuz 1. Klasse der Bundesrepublik Deutschland
- 1983: Großes Verdienstkreuz der Bundesrepublik Deutschland

## Schriften
- Das Verhältnis von Vermögens- und Nichtvermögensschaden unter besonderer Berücksichtigung des Schmerzensgeldes, 1956
- Mittelstandspolitik – Ein wichtiges Element der Wirtschaftspolitik. In: Perspektiven der Mittelstandspolitik und Mittelstandsforschung: Festschrift für Mathias Ernst Kamp zum 70. Geburtstag, 1979
- Die Berufsförderung der Wirtschaftsprüfer, 1981
- Mittelstandspolitik in der Bundesrepublik Deutschland unter besonderer Berücksichtigung der Maßnahmen der Bundesregierung zur Versorgung der Wirtschaft mit Risikokapital, 1984